# Rafael Iglesias Castro

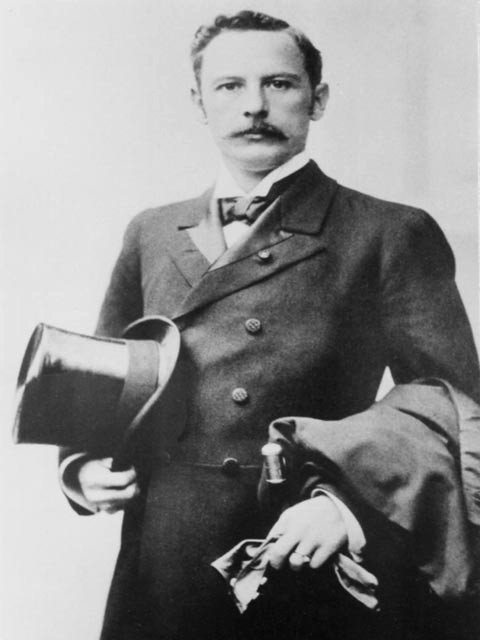
Rafael Iglesias Castro

Rafael Iglesias Castro (* 18. April 1861 in San José; † 11. April 1924 ebenda) war zwischen 8. Mai 1894 und 8. Mai 1902 Präsident von Costa Rica.

## Leben

### Herkunft und frühe Laufbahn
Seine Eltern waren Eudoxia Castro Fernández die Tochter von José María Castro Madriz und Demetrio Iglesias Llorente. Seine Schwester heiratete W. H. Lynn, seine Brüder waren Carlos und Ricardo. Er studierte Rechtswissenschaft an der Universidad de Santo Tomás. Am 7. Januar 1893 heiratete Castro Manuela Rodríguez Alvarado die Tochter von José Joaquín Rodríguez Zeledón.
Im November 1889 war er Rädelsführer beim Aufstand der Partido Constitucional, welcher seinen Schwiegervater José Joaquín Rodríguez Zeledón ins Präsidentenamt brachte. Während der Präsidentschaft seines Schwiegervaters war er Minister für Krieg und Marine.

### Präsidentschaft
Im ersten Wahlgang der Präsidentschaftswahlen 1894 hatte der Kandidat der Unión Católica José Gregorio Trejos Gutiérrez mehr Stimmen erhalten. Rafael Iglesias Castro wurde als Kandidat der Partido Civil Präsident. Er eröffnete das Teatro Nacional und ließ 1897 die Verfassung ändern, um eine weitere Amtsperiode regieren zu können. Bei der Präsidentschaftswahl am 12. Dezember 1897 war er der einzige zugelassene Kandidat.
Ende 1898 begann Iglesias eine sechsmonatige Auslandsreise. Er besuchte William McKinley, und West Point. Der Botschafter Costa Ricas in den USA war Joaquín Bernardo Calvo Mora, der Generalkonsul Costa Ricas in den USA war Dr. Juan J. Ulloa. Am 9. Januar 1899 wurde er in Folkestone von Robert Follet Synge C.M.G. vom britischen Finanzministerium empfangen. Am 12. Januar 1899 hatte er ein Gespräch mit dem US-Botschafter in London, Henry White und anschließend im britischen Außenministerium.
1900 wurde der Goldstandard für die Geldschöpfung des Costa-Rica-Colón eingeführt.
1909 und 1913 war er Präsidentschaftskandidat. 1917 nahm er an einer Kommission aus ehemaligen Präsidenten teil, welche einer Verfassung entwarfen. 1919 wurde er bevollmächtigter Botschafter der Regierung von Costa Rica in Guatemala.